# Dicranomyia (Dicranomyia) dorsolobata
Dicranomyia (Dicranomyia) dorsolobata is een tweevleugelige uit de familie steltmuggen (Limoniidae). De soort komt voor in het Neotropisch gebied.